# Platonismo matemático
En filosofía de las matemáticas, el platonismo matemático o realismo matemático es una corriente de pensamiento que afirma que los objetos matemáticos (números, figuras geométricas, funciones, etc.) no son simples invenciones humanas, sino objetos abstractos que existen por sí mismos, independientemente de la mente humana, es decir, que los objetos y teoremas matemáticos existen en forma aislada del mundo material e independientemente del espacio y del tiempo. Con este punto de vista, las leyes de la naturaleza y los axiomas de la matemática tienen una posición similar y su efectividad encuentra una explicación: su fundamento lo constituye el verdadero mundo de los objetos matemáticos. El platonismo matemático es una forma de realismo filosófico, aplicado a los objetos matemáticos.
Kurt Gödel describe el platonismo matemático brevemente como:

«[…] la concepción de que la matemática describe una realidad no sensible, que existe independientemente tanto de los actos como de las disposiciones de la mente humana, y que es solo percibida por ella, aunque probablemente de forma incompleta.»

## Síntesis
El platonismo matemático implica que tanto los objetos matemáticos como las leyes matemáticas no se inventan, sino que se descubren. Con esto se explica al carácter objetivo e interpersonal de las matemáticas. Este realismo ontológico es incompatible con todas las variedades de la filosofía materialista. Algunos de sus representantes fueron Kurt Gödel y Eugene Paul Wigner. Entre los filósofos que han adoptado la posición se cuentan Michael Dummett, Mark Steiner y Edward Zalta, además del cosmólogo y físico teórico Roger Penrose. El realismo es quizás la posición más difundida entre los matemáticos.
Alrededor de los 1900 tuvo mucha influencia en esta posición el argumento de Gottlob Frege. Frege mismo era ciertamente platonista respecto a la verdad matemática (de hecho, despreciaba abiertamente el psicologismo), como se ve especialmente manifiesto en su crítica a algunas de las obras tempranas de Edmund Husserl, varias de las cuales este último aceptó e incorporó en sus propias ideas. El argumento citado se puede resumir así: «Términos singulares que se refieren a números naturales aparecen en enunciados verdaderos simples. Solo es posible para los enunciados simples con términos singulares como componentes ser verdaderos si los objetos a los que se refieren los términos singulares existen. Por lo tanto: los números naturales existen. Pero, si los números naturales existen, son objetos abstractos que son independientes de todas las actividades racionales. Por lo tanto: los números naturales son objetos abstractos que existen independientes de todas las actividades racionales, es decir, el objeto aritmético del platonismo es verdad.» Wigner en su trabajo La irrazonable eficacia de la Matemática en las Ciencias Naturales expresó que: «Es un milagro, como ha señalado Schrödinger, que a pesar de la perturbadora complejidad del mundo, puedan descubrirse en los fenómenos ciertas regularidades.»
En el presente los partidarios del platonismo matemático generalmente citan el siguiente argumento a favor de sus posiciones, argumento que busca mostrar que las teorías epistémicas son (deben ser) consistentes con la aproximación realista: El argumento de indispensabilidad de Quine y Putnam básicamente sugiere que debemos estar «ontológicamente comprometida con todas aquellas entidades que sean indispensables para nuestras mejores teorías científicas», es decir, debemos afirmar como válidas e independientes todos aquellos elementos básicos del análisis que necesitamos en nuestros razonamientos, alternativamente, somos intelectualmente deshonestos. «Los objetos y/o estructuras matemáticos son indispensables para nuestras mejores teorías científicas. Por lo tanto, debemos reconocer la existencia de esos objetos o estructuras.»
El principal problema del platonismo en la filosofía de las matemáticas es explicar cómo podemos los seres humanos reconocer las verdades y/o entidades matemáticas si éstas se encuentran en las «esferas celestiales de las ideas» (ver Símil de la línea, Teoría de las Formas). De acuerdo a Gödel, esto se logra mediante la intuición matemática que, de manera similar a un órgano sensorial, hace que podamos "percibir" (aunque sería mejor dicho "concebir") partes de ese otro mundo (véase nóesis en Platón; episteme en Platón). Tales intuiciones racionales también son defendidas por la mayor parte de los clásicos del racionalismo, así como en debates más recientes acerca de la justificación sobre el conocimiento a priori, entre otros por Laurence Bonjour. Sin embargo, un tratamiento más sofisticado de este asunto sugiere que el problema es más profundo: «nuestras mejores teorías epistémicas parecen excluir cualquier conocimiento de los objetos matemáticos.» Esto generalmente se conoce como el dilema de Benacerraf dado que generalmente se interpreta como estableciendo que debemos abandonar nuestras teorías epistemológicas actuales o la justificación sobre el conocimiento matemático.

## Origen
La primera referencia que hay acerca de esta teoría se encuentra en un artículo escrito por el famoso filósofo y matemático austriaco-estadounidense Kurt Gödel, publicado en 1932 (un año después de sus famosos teoremas de la incompletitud).
El término «platonismo» la introdujo al área en 1934 el lógico matemático Paul Bernays. La intención era designar un modo de razonar que es característico sobre todo del análisis matemático y la teoría de conjuntos, aunque también del álgebra moderna y la topología: «los objetos de la teoría se conciben como elementos de una totalidad o conjunto, que se considera dada o independiente del sujeto pensante (es decir, del matemático). Una consecuencia de dicho modo de pensar es que para una propiedad cualquiera (expresable en la teoría) puede decirse que o bien la poseen todos los elementos del conjunto, o bien hay uno que no la posee.»

## Desarrollo
En su artículo, Gödel plantea si las matemáticas son un producto de la mente humana o si por el contrario existen una serie de realidades matemáticas objetivas. Insiste, además, en la diferencia entre estas realidades matemáticas, que abarcan todas las proposiciones verdaderas, y las matemáticas subjetivas, aquellas que sólo se pueden demostrar en la mente humana. Concluye Gödel que si las matemáticas fueran enteramente hipótesis existentes tan sólo en nuestras mentes, cualquier verdad matemática podría ser formulada y demostrada, cosa imposible. Por el contrario, si los conceptos matemáticos son preexistentes la única tarea que realiza el matemático es percibir dicha verdad objetiva y describirla.
Varios matemáticos teóricos en conjuntos siguieron este enfoque y activamente buscaron posibles axiomas que se pueden considerar como verdaderos por razones heurísticas y que decidieran la hipótesis del continuo. Se estudiaron muchos grandes axiomas cardinales, pero la hipótesis del continuo permaneció independiente. Se consideraron otros tipos de axiomas, pero ninguno de ellos hasta ahora ha logrado consenso como solución para el problema continuo.

## Implicaciones filosóficas
La teoría de Gödel implica que los matemáticos tan sólo pueden hacer teorías matemáticas subjetivas lo más aproximadas posible a las verdades matemáticas objetivas, pero sin llegar a conocer éstas en su totalidad. Según esto, las matemáticas objetivas son imperecederas, no varían ni desaparecen independientemente de que alguien las conciba o no.
Por ejemplo, el teorema de Pitágoras siempre será verdadero independientemente del lugar, la época o la persona que lo utilice.

### Relación con Platón
Lo que Gödel denomina como verdades objetivas, se corresponde con los objetos matemáticos pertenecientes al segmento inferior del Mundo de las Ideas de Platón. En ambos casos se trata de verdades objetivas, ingénitas, universales, imperecederas e inmutables. Para los dos filósofos se trata de un mundo al que sólo se puede acceder por medio de la inteligencia (en el caso de los objetos matemáticos, mediante el pensamiento) y que se reproduce de manera imperfecta en el mundo sensible.
Además, al lado de lo sensible y de las Especies, [Platón] admite las Cosas matemáticas como entes intermedios, diferentes, por una parte, de los objetos sensibles por ser eternas e inmóviles, y, por otra, de las Especies, por ser muchas semejantes, mientras que la Especie misma es sólo una en cada caso.
A algunos les parece que los límites del cuerpo, como la superficie, la línea, el punto y la unidad, son substancias, incluso en mayor grado que el cuerpo y el sólido. Además, unos no creen que, fuera de las cosas sensibles, haya nada semejante, mientras que otros admiten las substancias eternas, más numerosas y más reales; por ejemplo, Platón considera las Especies y las Cosas matemáticas como dos clases de substancias, y como otra tercera la substancia de los cuerpos sensibles, y Espeusipo admite incluso más substancias, comenzando por el Uno, y principios de cada substancia, uno para los números y otro para las magnitudes, y todavía otro para el alma.

## Críticas
Tanto Ludwig Wittgenstein como Bertrand Russell llegaron a la conclusión de que las "verdades necesarias y eternas" de la lógica y las matemáticas puras no son tales sino por virtud de mera tautología, en el sentido de un estudio de los fundamentos del significado.
Wittgenstein, en la recopilación de escritos suyos titulada Aforismos. Cultura y valor, escribió:

Ninguna confesión religiosa ha pecado tanto por el mal uso de expresiones metafísicas como las matemáticas.
Aforismo 6